# Eudimorphodon

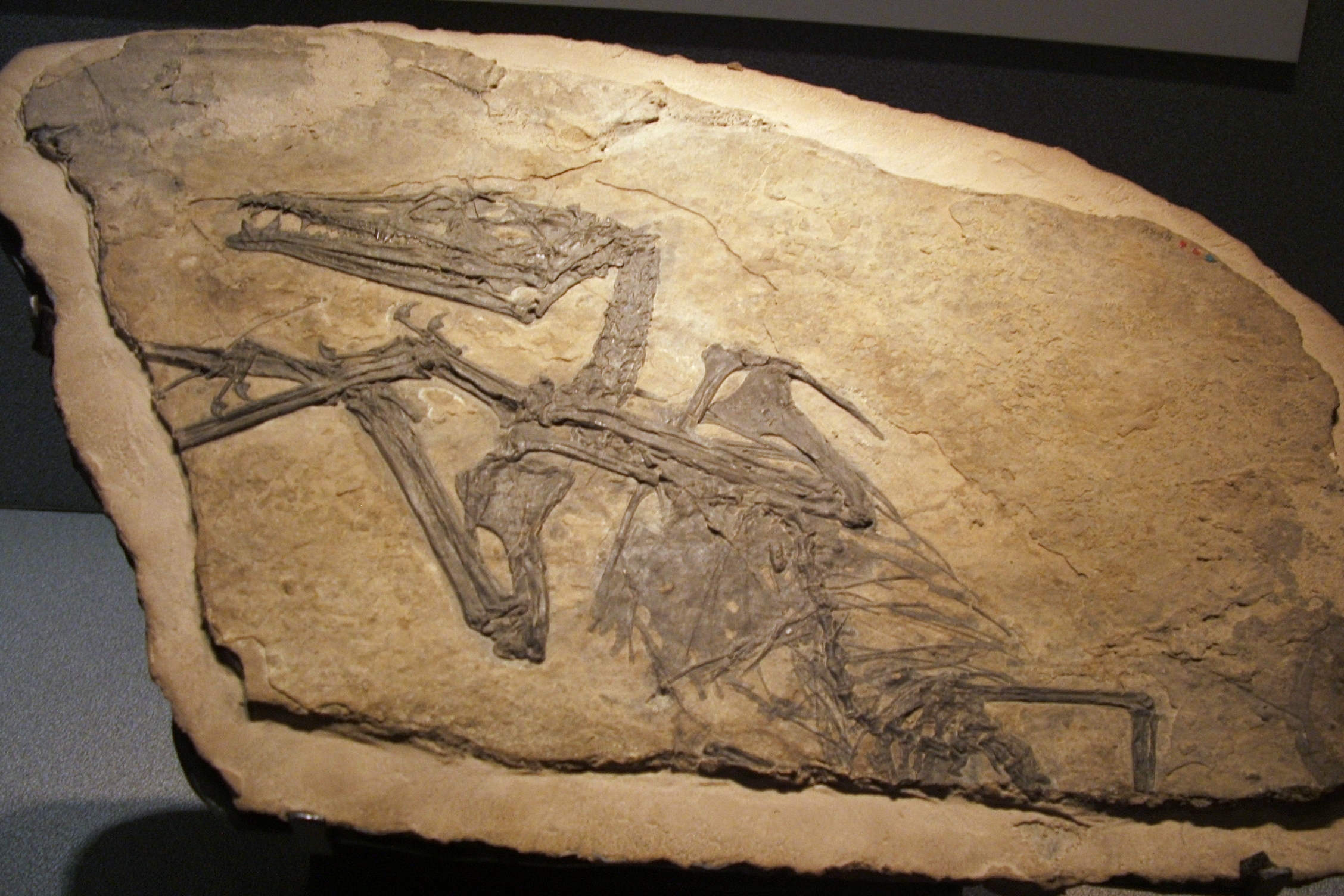
MCSNB 2888, het holotype van Eudimorphodon

Eudimorphodon is een geslacht van uitgestorven vliegende reptielen (Pterosauria) behorend tot de groep van de Lonchognatha, waarvan vondsten uit het vroege Laat-Trias, rond 217 miljoen jaar geleden, zijn gedaan in Italië.
Eudimorphodon is bekend van een groter aantal fossielen die vanaf 1973 gevonden zijn. Op basis daarvan zijn binnen het geslacht drie soorten benoemd: E. ranzii, E. rosenfeldi en E. cromptonellus. E. rosenfeldi is in 2009 in een eigen geslacht geplaatst: Carniadactylus.
Eudimorphodon is een van de oudst bekende Pterosauria. Hij heeft verschillende kenmerken, zoals tanden met meer uitsteeksels en tanden in het verhemelte, die bij de meeste latere pterosauriërs ontbreken. Het is echter de vraag of dit oorspronkelijke kenmerken van de pterosauriërs zijn waarmee Eudimorphodon ons aanwijzingen zou verschaffen over de afkomst van die groep. De meeste geleerden denken dat het nieuwvormingen waren van Eudimorphodon, of diens nauwste verwanten binnen de Campylognathoididae, alleen. Andere kenmerken zijn: een langgerekte kop met vooraan lange grijptanden, meer achteraan een groot aantal kleinere veelpuntige tanden, en het bezit van een lange flexibele staart die wellicht als roer diende.
Eudimorphodon was een vrij klein roofdier met een vleugelspanwijdte van maximaal een meter. Hij wordt vaak gezien als een viseter maar het is ook mogelijk dat hij zich met insecten voedde.

## Vondsten en naamgeving
In 1973 werd door Mario Pandolfi, een medewerker van het natuurhistorisch museum van Bergamo, in de bergen bij die plaats, rond de vallei van de Seriana, een plaat leisteen gevonden, drieëntwintig bij vierentwintig centimeter groot, die na splitsing een vrijwel compleet fossiel toonde van een kleine pterosauriër. De nieuwe soort werd door Rocco Zambelli nog hetzelfde jaar de naam Eudimorphodon ranzii gegeven. De geslachtsnaam betekent 'ware tweevormige tand' vanuit het Klassiek Griekse eu, 'waar', di~, 'tweemaal', morphè, 'vorm' en odoon, 'tand'. De geslachtsnaam is ook een verwijzing naar de veel eerder gevonden Dimorphodon waarbij het dimorfisme van de tanden veel minder is. De soortaanduiding eert de bioloog Silvio Ranzi, professor zoölogie aan de Universiteit van Milaan.
Het fossiel, holotype MCSNB 2888, bestaat uit een vrijwel volledig in verband liggend skelet op een enkele plaat. De hersenpan, de uiteinden van de vleugels, delen van de achterpoten en de staart ontbreken. Het is gevonden in de Calcare di Zorzino, een laag uit het vroege Norien. In 1978 werd een tweede kleiner exemplaar uit dezelfde locatie vermeld, MCSNB 2887, bestaande uit delen van de ledematen, de ravenbeksbeenderen, enkele wervels en ribben. In 1993 is een derde, nog iets kleiner, exemplaar beschreven, bewaard op plaat en tegenplaat, MCSNB 8950a,b, gevonden in de Argilliti di Riva di Soltoformatie. Het bestaat uit de onderkaken, nek, delen van de vleugels en een deel van de romp en de staart. Het komt uit een iets jongere laag en is vermoedelijk een onvolgroeid individu. Beide kleinere exemplaren zijn aan E. ranzii toegewezen. Van dezelfde soort kan een fragmentarisch en uit verband liggende skelet zijn dat in juni 1994 bij Seefeld in Oostenrijks Tirol op de Rheiter Spitze is gevonden door Bernd Lammerer, BSP 1994 I 51. Dit dateert uit het Laat-Norien en is van een onvolwassen exemplaar dat tien tot vijfentwintig procent korter is dan het holotype. In 2015 werd het door Alexander Kellner benoemd als het aparte geslacht Austriadraco. Fragmentarische resten zijn verder MCSNB 3345, een enkele lange maxillaire tand en MPUM 7039, een borstbeen.
Na E. ranzii zijn er nog twee soorten aan het geslacht toegewezen. De eerste was E. rosenfeldi door Fabio Marco Dalla Vecchia beschreven in 1995 op grond van een fragmentarisch fossiel (MFSN 1797) uit Italië. E. rosenfeldi is echter in 2009 door Dalla Vecchia een eigen geslacht toegekend: Carniadactylus. De tweede is  E. cromptonellus in 2001 beschreven door Farish Jenkins op grond van de vondst van een juveniel exemplaar (MGUH VP 3393) met een spanwijdte van ongeveer vierentwintig centimeter uit Groenland. De soortaanduiding eert zoöloog Alfred Crompton en is een verkleinwoord omdat het specimen zo klein is. In 2015 werd het door Alexander Kellner benoemd als het aparte geslacht Arcticodactylus.
Hiernaast bestaat er nog materiaal waarvan minder duidelijk is aan welke soort het zou kunnen toebehoren en dat dus maar is ingedeeld bij een nog onbepaalde Eudimorphodon sp.[ecies]. Dit betreft onder andere MFSN 21545, een specimen in 1997 in de Dolomieten gevonden, MFSN 26823 uit dezelfde locatie en MFSN 1922, bestaande uit fragmenten die Corrado Rosenfeld en Sergio Spizzamiglio in 1989 gevonden hebben op de vindplaats van E. rosenfeldi maar die, gezien dat feit en de algemene bouw van het exemplaar, wellicht ook aan Carniadactylus toebehoren; delen van de vlieghuid, inclusief verstevigende vezels, zijn bewaard gebleven. MFSN 21545 werd in 2019 benoemd als het aparte geslacht Seazzadactylus. In Luxemburg zijn in 1996 bij Syren, en verder bij Diekirch, tanden gevonden die op die van Eudimorphodon lijken maar die stammen uit het Rhaetien en zijn dus eigenlijk veel te jong. Hetzelfde geldt voor tanden die in 1915 bij Breitelen zijn gevonden in Zwitserland en in Frankrijk bij Saint-Nicolas-de-Port.

## Beschrijving

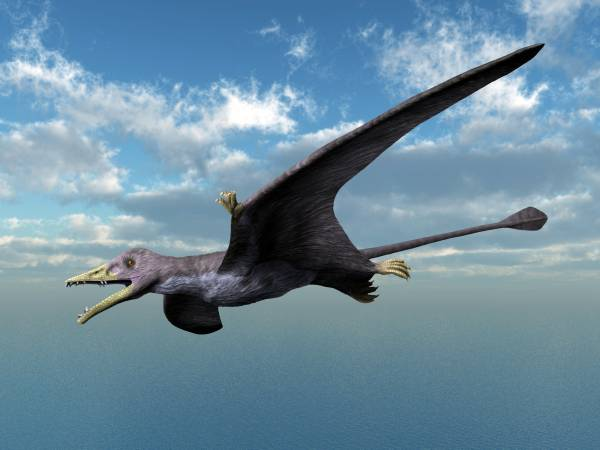
Eudimorphodon moet een markante indruk gemaakt hebben

De schedel van het holotype heeft een lengte van zesentachtig millimeter. Hij is langgerekt en spits toelopend. Er zijn geen sporen van een schedelkam gevonden maar die zou zich op de ontbrekende achterkant hebben kunnen bevinden. De oogkas is groot en rond. De schedelopening die daarvoor ligt, de fenestra antorbitalis, is half zo groot, kort en hoog. Het driehoekige neusgat is maar weinig kleiner en ligt ver naar achteren. De praemaxilla loopt naar achteren door tot boven de fenestra antorbitalis. De schedel is achteraan niet zo langwerpig met twee grote slaapvensters per zijde en een vrij recht staand quadratum dat een foramen heeft. Het jukbeen en het os postorbitale die de vier achterste openingen scheiden, zijn driestralig. De onderkaak, 74,5 millimeter lang, is plat en van onderen licht bollend. Vooraan buigt hij sterk naar beneden en verwijdt zich.

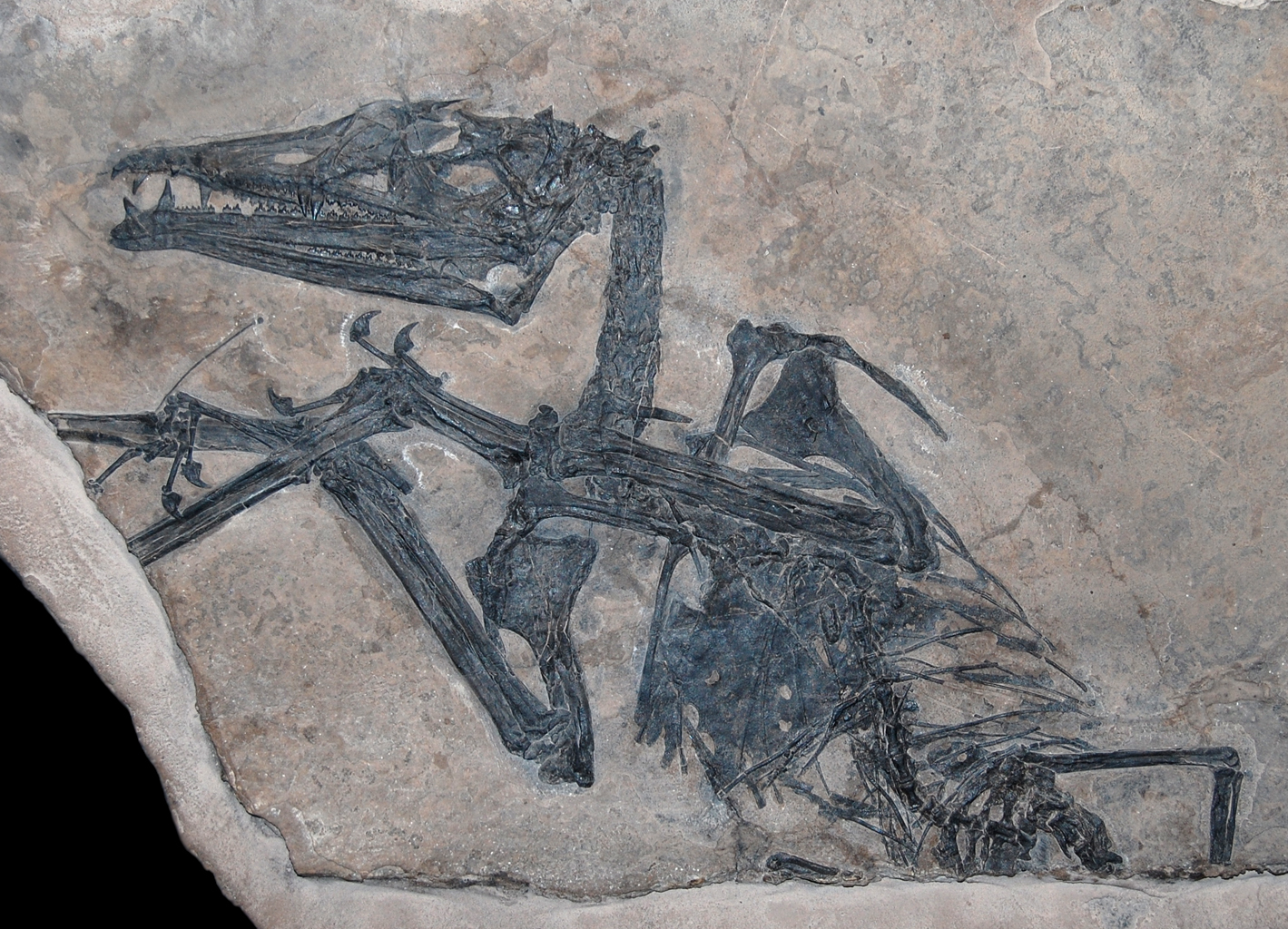
Het holotype is uitzonderlijk goed bewaard gebleven

Een opvallend kenmerk van Eudimorphodon is de tandvorm, waarnaar ook de geslachtsnaam verwijst. Anders dan de meeste pterosauriërs die gelijkvormige conische tanden bezitten, heeft Eudimorphodon twee soorten tanden in de kaak. In de bovenkaak staan vooraan, ver uiteen, vier grote robuuste grijptanden in de praemaxilla. De voorste twee zijn gekromd en kegelvormig; ze staan schuin naar voren gericht. De vierde tand heeft dezelfde vorm maar is kleiner en schuin naar achter gericht. De derde tand is het kleinst, staat iets naar voren maar heeft een afwijkende vorm met drie punten of tubercula: de middelste is het langst; aan beide zijden staan twee parallel lopende maar kleinere punten. Diezelfde vorm hebben de voorste elf tanden in de maxilla, hoewel die veel kleiner zijn en langzaam naar achteren in grootte toenemen. De twaalfde en dertiende tand echter in de maxilla, dus de zestiende en zeventiende van de totale tandenrij, zijn gelegen onder het punt waar de maxilla naar boven toe tussen het neusgat en de fenestra antorbitalis uitgroeit. Hier loopt een krachtlijn door de bovenkaak zodat veel meer druk gezet kan worden. Deze tanden zijn dan ook veel groter, driemaal zo lang en tweemaal zo breed. Daar weer achter staan vermoedelijk een totaal van twaalf tanden die langzaam naar achteren in grootte afnemen. Deze achterste tanden hebben een derde tandvorm — de soort had dus treffender 'eutrimorphodon' geheten — met vijf tubercula: aan beide zijden bevindt zich nog eens een parallel lopende en opnieuw kortere punt. Bij BSP 1994 I 51 hebben sommige tanden een tussenvorm met vier punten. Alle tanden met meer punten zijn bij het holotype voorzien van verticale groeven maar bij de kleinere exemplaren is het oppervlak glad. Er staan dus 29 tanden in de bovenkaak, 58 in beide praemaxillae en maxillae in totaal. In de onderkaak staan vooraan twee gekromde kegelvormige grijptanden die groter zijn dan hun tegenhangers in de bovenkaak. De voorste is schuin naar voren gericht, de achterste schuin naar achter. Daar achter volgen 26 — de eerste beschrijvingen gingen uit van 24 — veelpuntige tanden die in morfologie lijken op de achterste tanden van de bovenkaak. Vooraan hebben ze opnieuw meestal drie punten, achteraan vijf punten. Deze eigenschap is kennelijk erg variabel: in het holotype heeft in de rechteronderkaak van de eerste elf veelpuntige tanden de negende vijf punten; in de linkeronderkaak echter heeft ook de vierde en de zesde tand vijf punten en is de tiende, niet de elfde, de laatste tand met drie punten. De tanden nemen langzaam naar achteren in grootte toe tot ze tegenover de afwijkende zestiende en zeventiende tand in de maxilla staan; daarna nemen ze iets in grootte af. Er staan dus achtentwintig tanden in de onderkaak, voor een totaal van honderdveertien. Althans wat de tanden in de kaken betreft; als zeer basaal kenmerk heeft Eudimorphodon namelijk ook nog pterygoïde tanden in het verhemelte. Kleinere exemplaren hebben soms niet meer dan dertien tanden in de onderkaak; het aantal nam tijdens de groei toe. Het holotype heeft als enige bekende exemplaar ribbels op het tandemail; misschien is ook dit een rijpingskenmerk. 

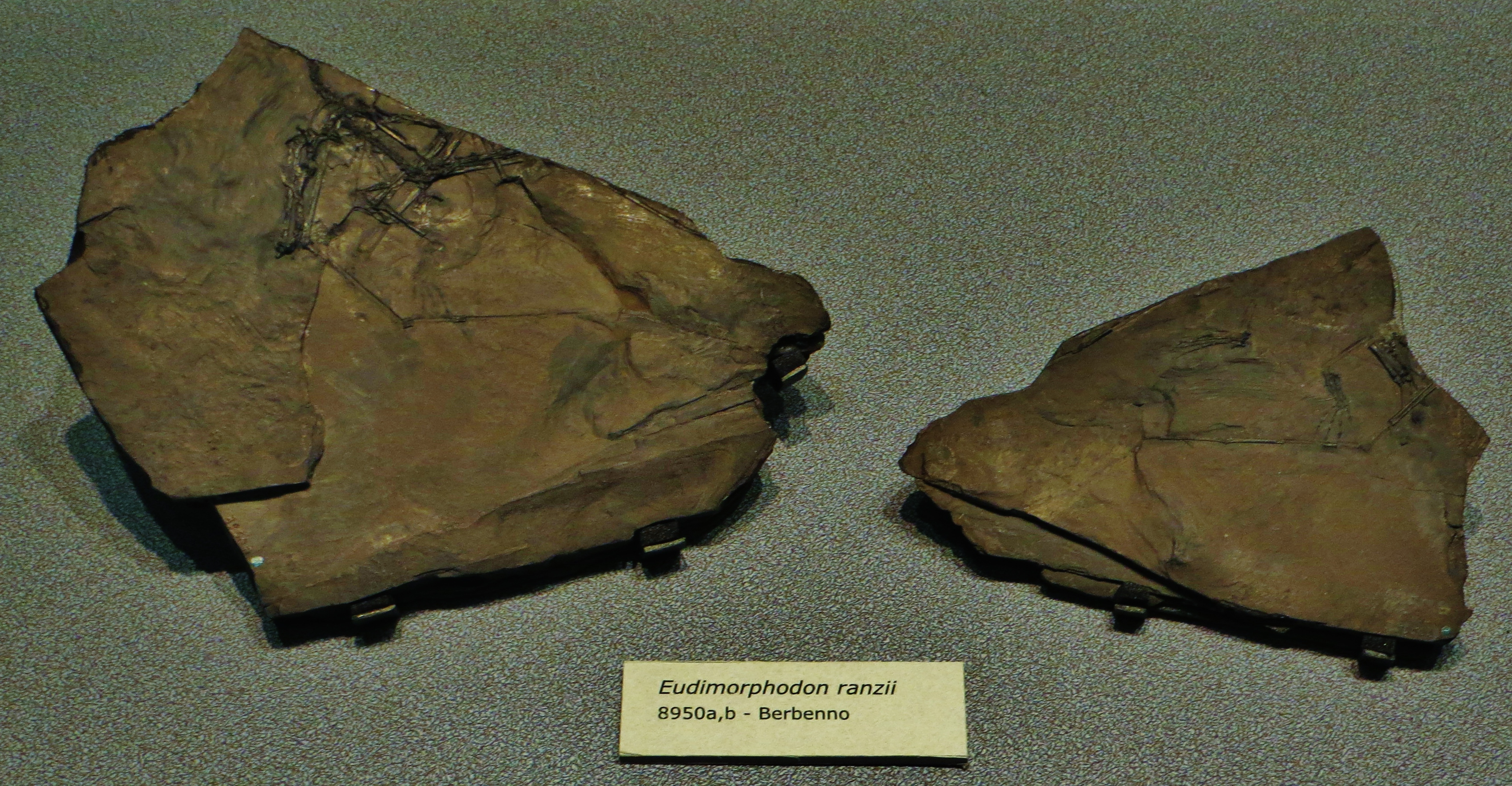
MCSNB 8959 a,b

Volgens een analyse van Peter Wellnhofer uit 1978 zijn er acht halswervels, twaalf borstwervels, twee lendenwervels en drie sacrale wervels. Er zijn twaalf paar ribben, bij het holotype voorzien van dubbele gewrichtsvlakken met de wervels; bij kleinere exemplaren hebben de achterste ribben echter een enkele gewrichtsvlak. De halswervels zijn ongeveer even lang als breed. Ze zijn voorzien van pneumatische foramina, gaten waardoor de luchtzakken zich in de wervelholten kunnen vertakken. Dit duidt op een effectief ademhalingssysteem en vermoedelijk warmbloedigheid en het bezit van een vacht. Alleen het kleinere exemplaar MCSNB 8950 toont de staart en die heeft minstens twintig staartwervels; Wellnhofer vermoedt dat er in totaal dertig tot veertig staartwervels waren. De basis van de staart heeft korte wervels voor een betere beweeglijkheid. Naar achteren toe verlengen de staartwervels zodat de lange staart, wellicht daartoe uitgerust met een vaantje, als richtingsroer kon dienen. Zeer lange verstijvende werveluitsteeksels zoals andere basale pterosauriërs bezitten, ontbreken echter. Die werden in 1978 wel door Rupert Wild gemeld van een specimen, MCSNB 3496, maar dat bleek later vermoedelijk een exemplaar van Peteinosaurus te zijn. Iets verlengde haemapofysen zijn aan de onderkant echter wel aanwezig bij BSP 1994 I 51.
Het borstbeen is breed en trapeziumvormig met een lange cristospina sterni, een naar voren uitstekende punt als aanhechting voor de vliegspieren. Het borstbeen is meer driehoekig bij de kleinere exemplaren en wordt haast rechthoekig bij het volwassen holotype. Er zijn minstens acht paar borstribben. De buik wordt ondersteund door zes paar buikribben of gastralia. Die bestaan ieder uit drie delen: een hoekig middenstuk en aan beide kanten een zijstuk. Het schouderblad is naadloos met het ravenbeksbeen vergroeid, een teken dat het exemplaar volwassen was. Dat van het holotype eindigt bovenaan in een vrij scherpe punt. Het opperarmbeen is gedrongen van bouw met een lengte van zevenenveertig millimeter, maar langer dan het dijbeen. Het heeft een grote trapeziumvormige deltopectorale kam, als aanhechtingspunt voor de vliegspieren. De ellepijp is met 6,5 centimeter korter dan het eerste kootje van de vleugelvinger dat naar schatting van Wild acht centimeter lang is. Ook de middenhandsbeenderen zijn relatief kort. Zeldzaam is dat het vierde middenhandsbeen met negenentwintig millimeter anderhalf keer langer is dan het eerste middenhandsbeen; bij de meeste basale pterosauriërsoorten is het lengteverschil veel minder. De drie eerste vingers zijn vrij slank maar met krachtige gekromde klauwen. In de vleugel is bij MCSNB 8950 het derde vingerkootje van de vierde vinger met vijfendertig millimeter het langste bot. Bij het holotype heeft het eerste vleugelvingerkootje een geschatte lengte van tien centimeter. De vleugelspanwijdte is ongeveer een meter.
In het bekken is het schaambeen naadloos met het zitbeen vergroeid tot een ischiopubis, opnieuw een teken van rijping. Het dijbeen heeft een lengte van eenenveertig millimeter. Het scheenbeen, naar schatting vijf (volgens Wild) tot zeven (Wellnhofer) centimeter lang, is bovenaan vergroeid met kuitbeen dat minder dan half zo lang is. De formule van de teenkootjes is vermoedelijk  2-3-4-5-2. Zowel bij de drie eerste vingers van de hand als bij de eerste vier vingers van de voet bevindt zich naast het gewricht tussen het laatste en het voorlaatste kootje een klein os sesamoides, een knokkelbeentje.

## Fylogenie
Eudimorphodon werd in 1978 door Wellnhofer in een eigen familie ingedeeld, de Eudimorphodontidae. De reden hiervoor was dat de unieke eigenschappen van het dier het moeilijk maakten op het eerste gezicht zijn verwantschap met andere soorten vast te stellen. Eudimorphodon was dan ook de enige vorm die in deze familie werd geplaatst. Later was het juist het ontdekken van verwante vormen die het concept leek te rechtvaardigen. Nog in 2003 gebruikte Wellnhofer deze term, die echter nog steeds slechts onze onwetendheid wat betreft de ruimere verwantschappen van het geslacht weerspiegelt, en daarom door weinig onderzoekers toegepast wordt. In 2014 definieerde Brian Andres een klade Eudimorphodontidae waarin zich E. ranzii, Carniadactylus en E. cromptonellus zouden bevinden. Carniadactylus en E. ranzii zouden het nauwst aan elkaar verwant zijn, een reden voor Andres om de eerste als een E. rosenfeldi te blijven aanduiden omdat dit anders het geslacht Eudimorphodon parafyletisch zou maken.
Vanaf de jaren negentig is gepoogd door middel van exacte kladistische analyses vast te stellen welke plaats Eudimorhodon dan wel in de fylogenetische stamboom had. Het grote probleem daarbij is de onzekerheid omtrent de afkomst van de Pterosauria als geheel. De onderlinge verwantschap wordt bepaald door te berekenen hoe sterk een bepaalde soort afwijkt van de naaste verwant van de groep Pterosauria. Doordat hun afkomst omstreden is, kan in beginsel de keuze voor zo'n verwant geheel anders uitvallen wat een radicaal verschillende stamboom zou opleveren, vooral voor de basale soorten, dat wil zeggen: de vormen onder in de stamboom — zoals Eudimorphodon. In de praktijk heeft men dit probleem opgelost door ervan uit te gaan, ook al is het bewijs ervoor maar iets sterker dan voor alternatieve afstammingsmodellen, dat de Pterosauromorpha de nauwste verwanten zijn van de Dinosauromorpha binnen een overkoepelende Ornithodira.
Als deze 'ornithodirahypothese' de juiste is, was de laatste gemeenschappelijke voorouder van alle pterosauriërs, als het ware het oorspronkelijk model voor de groep, een dier met een ronde kop, kegelvormige tanden en zonder tanden in het verhemelte. Hoewel Eudimorphodon op het moment van de ontdekking de oudst bekende pterosauriër was, zou hij in dat geval maar weinig licht kunnen doen schijnen op de nog zeer omstreden afkomst van de groep. Zijn afwijkende tanden zijn dan een uniek kenmerk van het geslacht zelf alleen, een zogenaamde autapomorfie. Alleen de staart zou nog een mogelijk basaal, oorspronkelijk kenmerk kunnen tonen: het ontbreken van de langgerekte wervelverstevigingen.
Overeenkomstig dit uitgangspunt toonden kladistische analyses van David Unwin aan dat Eudimorphodon zich vrij hoog in de stamboom bevond, als een  verwant van Austriadactylus uit dezelfde periode, en een vroege vertegenwoordiger was van de Campylognathoididae, genoemd naar Campylognathoides. Zijn spitse snuit zou dan een nieuwe eigenschap zijn waarmee de latere pterosauriërs zich onderscheidden van meer basale vormen zoals Dimorphodon die nog de oude bolle kop van hun reptielvoorouders hadden. Unwin benoemde hiervoor een aparte klade: de Lonchognatha. Het feit dat Dimorphodon wél al een geavanceerde staart had, zou het gevolg zijn van convergente evolutie.
Zo'n plaatsing vrij diep in Pterosauria betekent dat er óf een verborgen ontwikkelingslijn moet zijn geweest die tot het Vroeg-Trias terugliep óf dat er een plotse evolutie van was van snel divergerende vormen. Op zo'n vormenrijkdom wijst in ieder geval de vondst van steeds meer fossielen van deze soort, tot in Groenland toe, waarvan sommigen aan andere soorten binnen het geslacht zijn toegewezen.
Unwin zelf is echter een van de onderzoekers die hun twijfel hebben geuit over de ornithodirahypothese. Die kan namelijk moeilijk verklaren waarom een vorm als Eudimorphodon opnieuw eigenschappen zou ontwikkelen die zijn voorouders dan al lang tevoren verloren zouden hebben, zoals de pterygoïde tanden, zonder dat daar een aannemelijke functionele reden voor gevonden is. Die tanden in het verhemelte en ook de veelpuntige tanden in de kaak en de langwerpige kop, zijn kenmerken van verschillende alternatieve verwanten voor de pterosauriërs, zoals de Prolacertiformes. Binnen zo'n alternatief verwantschapsmodel is Eudimorphodon dus juist in bouw een zeer basale pterosauriër en zou hij vermoedelijk onder in de stamboom geplaatst worden. Hij zou daarbij een aanwijzing kunnen geven over de oorspronkelijke levenswijze van de pterosauriërs. Inderdaad had een nieuwe analyse uit 2010 door Brian Andres als uitkomst dat Eudimorphodon en Austriadactylus beiden een klade vormden, die geen deel uitmaakte van de Campylognathoididae maar de meest basale pterosauriërs vertegenwoordigde samen met Preondactylus na. Volgens een analyse van Andres uit 2014 vormen al deze soorten een Eopterosauria waarbinnen Eudimorphodon samen met Raeticodactylus een lid is van de Eudimorphodontoidea.

## Levenswijze
Eudimorphodon was met een spanwijdte van een meter geen heel grote soort. Sommige populair-wetenschappelijke boeken hebben zijn gewicht op tien kilogram geschat; in feite bedroeg dat vermoedelijk niet meer dan een kilo of zelfs maar een paar honderd gram indien de laagste inschattingen van het gewicht van pterosauriërs correct zijn. Het was in ieder geval een roofdier. De levenswijze die vroeger bijna standaard aan pterosauriërs werd toegekend, is die van viseter. Hun fossielen worden immers meestal gevonden in mariene afzettingen. Ook Eudimorphodon is wel als zo'n piscivore soort gezien. Met de grote voorste tanden zou hij een glibberige prooi hebben kunnen grijpen en vasthouden. Daarbij werden in de buik van het fossiel visschubben gevonden van het geslacht Parapholidophorus, wat een directe bevestiging leek van deze hypothese. Dit bewijs is echter niet dwingend omdat het nu eenmaal een mariene afzetting betreft: in de zee zwemmen vissen.
De verdere tanden van Eudimorphodon zijn anders dan die van de meeste pterosauriërs die ook achteraan kegelvormig zijn. Ook de sterk vergrote tanden in het midden van de bovenkaak zijn lastig te verklaren als een aanpassing aan het eten van een vis. Ze zijn duidelijk geschikt voor het toebrengen van een diepe beet aan een grotere prooi of het kraken van een chitinepantser. In dat geval zou Eudimorphodon een jager geweest kunnen zijn op kleine gewervelden of geleedpotigen. Op dat laatste wijzen ook de kleine tanden met hun vele punten die in staat waren om het exoskelet van bijvoorbeeld insecten aan flarden te zagen. Als Eudimorphodon voornamelijk een insecteneter was, zal hij meestal in  het binnenland gewoond hebben, niet aan de kust, en betreffen de vondsten boven zee afgedwaalde exemplaren.

## E. cromptonellus/Arcticodactylus
Het fossiel van E. cromptonellus werd begin jaren negentig gevonden uit de Flemingfjordformatie in Jamesonland op de oostkust van Groenland. Het bestaat uit een vrij compleet maar over een lengte van zeven centimeter geheel uit verband liggend en samengedrukt skelet op plaat en tegenplaat. Ook de schedel en onderkaken liggen helemaal in stukken. Dit specimen is met een geschatte vlucht van 24 centimeter veel kleiner dan het holotype van E. ranzii en het gaat gezien het nog onvergroeid zijn van vele beenderen zonder twijfel om een juveniel dier, maar volgens Farish zijn de unieke eigenschappen niet slechts het gevolg van een verschil in rijping. Het aantal tanden in de maxilla is maar elf of twaalf. Het scheenbeen heeft maar honderdvier procent van de lengte van het dijbeen, korter dan bij enige andere bekende pterosauriër. Ook de ellepijp is zeer kort. De middenhandsbeenderen zijn juist een kwart langer dan bij MCSNB 8950. De grotere tanden in de 13,5 millimeter lange maxilla ontbreken. Tussen de derde en vierde tand is een diasteem; in deze gaping bevindt zich ook geen tandkas. De tanden zijn glad en hebben één, drie, vier of vijf punten die meer uiteen staan dan bij het typespecimen van E. ranzii; de hele ontwikkelingsreeks is in de maxilla aanwezig. Hetzelfde geldt voor de minstens elf tanden die in de onderkaak zijn aangetroffen. Grote grijptanden voor in de snuit zijn niet bewaard gebleven — en het is dus onzeker of ze er wel waren.
Het opperarmbeen heeft een lengte van 18,2 millimeter en is korter dan het dijbeen, een kenmerk dat verder alleen bekend is van Preondactylus. De deltopectorale kam is niet vierkant of trapeziumvormig maar meer driehoekig. De onderarm is ongeveer twee centimeter lang. Het vierde middenhandsbeen is 8,4 millimeter lang. Het heeft aan het uiteinde niet het duidelijke rolgewricht dat typisch is voor pterosauriërs.
Het dijbeen is 19,7 millimeter lang; de kop ervan maakt een hoek van ongeveer vijfenveertig graden met de schacht. Het scheenbeen heeft een geschatte lengte van 20,5 millimeter en is niet met het kuitbeen vergroeid dat een geschatte lengte heeft van vijftien millimeter.
De lange middenhandsbeenderen, het lange dijbeen waren argumenten om een soortonderscheid met E. ranzii aan te nemen. Verder zouden bij de vooronderstelling dat MGUH VP 3393 het jong van E. ranzii zou zijn de rijpingseffecten moeten omkeren: de humerus-femur en ulna-tibia verhouding neemt bij E. ranzii tijdens de groei af maar is bij MCSNB 2888 juist groter dan bij MGUH VP 3393; voor de ulna-femur verhouding zou het omgekeerde het geval zijn. In al deze verhoudingen is E. cromptonellus zeer basaal, vaak nog sterker dan Preondactylus of Peteinosaurus. Dit kan een aanwijzing zijn dat de tandvorm geen apomorfie is binnen de Campylognathoididae maar een plesiomorfie, van omvattender groepen geërfd kenmerk, voor de Pterosauria en E. cromptenellus niet bijzonder aan E. ranzii verwant is maar een basalere vorm vertegenwoordigt. Daarop kan ook de tussenvorm van het gewricht van de vleugelvinger duiden, die overigens volgens Farish bij het vliegen een gunstige draaiing van de vleugel mogelijk zou maken tijdens de opgaande slag. Volgens de analyse van Andres uit 2014 is E. cromptonellus de zustersoort van een klade gevormd door E. ranzii en Carniadactylus.